# Montpont-en-Bresse
Montpont-en-Bresse ist eine französische Gemeinde im Département Saône-et-Loire in der Region Bourgogne-Franche-Comté. Sie gehört zum Arrondissement Louhans und zum Kanton Cuiseaux. Die Gemeinde hat 1087 Einwohner (Stand 1. Januar 2022), sie werden Montponnais, resp. Montponnaises genannt.

## Geografie

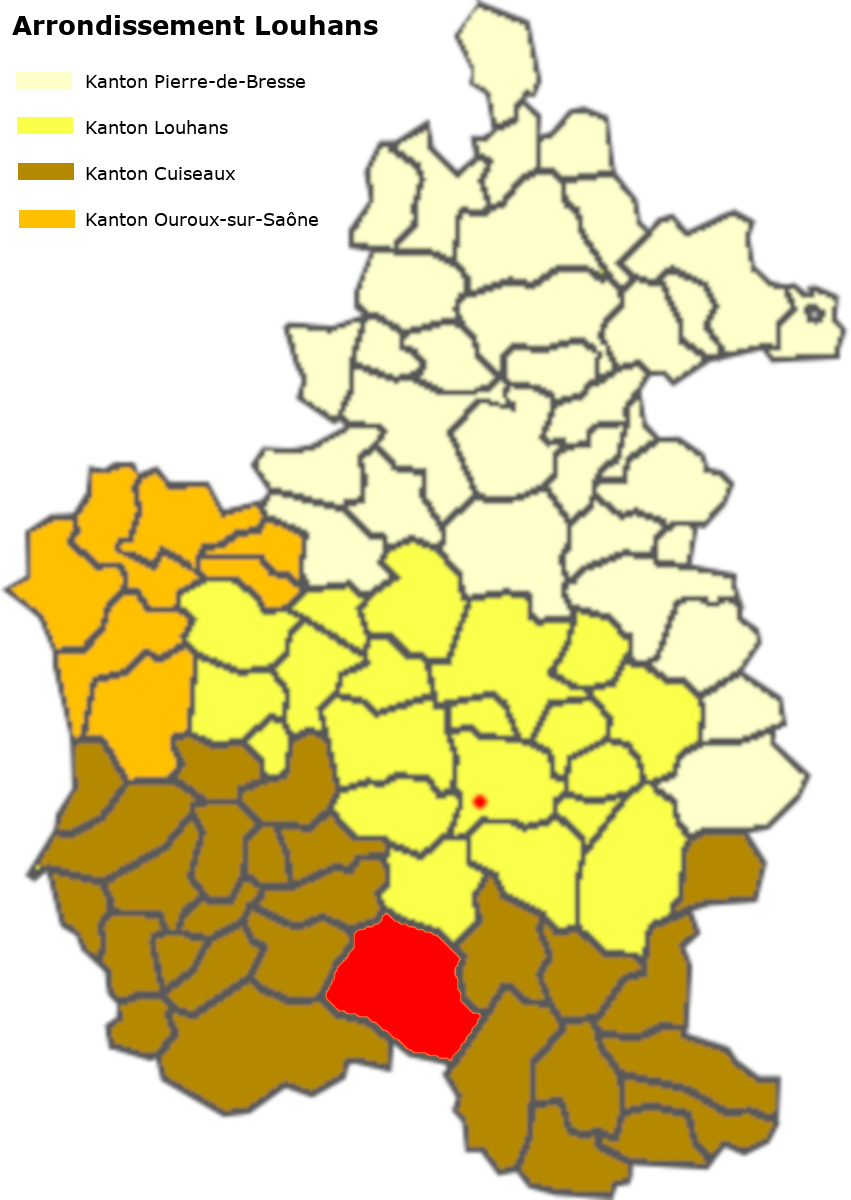
Lage der Gemeinde im Arrondissement Louhans

Montpont-en-Bresse liegt im Süden des Arrondissement Louhans und grenzt an die Arrondissements Bourg-en-Bresse und Mâcon. Die Gemeinde liegt an der Departementsstraße D12 (Louhans – Romenay). Die südöstliche Gemeindegrenze wird durch die Sane-Morte gebildet. Teile der nordöstlichen Gemeindegrenze bildet der Ruisseau de Corgeat. Das zentrale Gemeindegebiet entwässert die Sane-Vive und das südliche Le Souchon. Die Gemeinde ist sehr schwach bewaldet aber sehr stark zersiedelt. Zur Gemeinde gehören die folgenden Weiler und Fluren: l’Abergement, l’Abergement-Vieux, Ardignat, la Basse-Cour, la Bauche, les Bois, Bois-Blanchin, les Bois-de-Montpont, les les Bois-Morey, la Boutière, la Bredaudière, la Bretagne, le Buet, les Buissonnières, les Cabanes, les Cadoles, la Camagne, le Carrouge, le Caton, Champ-de-la-Dame, Champ-Pontet, Chantemerle, les Charmes, le Château-de-Montpont, Chaussin, les Chavannes, la Chavonnaise, la Chevrotière, les Chirdets, Clépot, la Collonge, le Colombier, les Combes, les Communes, Corgeat, Corlin, la Cour-Basse, les Courtelet, la Craffe, les Dames, Denizet, Durtal, l’Étang-Androt, l’Étang-Bailly, l’Étang-Poupon, les Folatières, la Forteresse, les Fougères, les Gerots, Gizouze, la Grange-Braie, Grange-du-Bois, Grange-Neuve, Grange-Renard, le Gratalou, la Grille, la Grosse-Grange, les Isles, les Jacquettes, les Jats, Jérusalem, les Joignues, Lessot, Lhomont, Limay, Magoson, Maison-Neuve, la Marre, Meix-Blond, les Millerettes, le Mollard, la Montée, la Montovie, les Nids, la Petite-Grange, les Peuples, le Pioché, la Plaine, la Platière, les Pommiers, le Pontet, le Pré-Béréty, Quatre-Huteaux, Rachessiat, Recule, Reure, les Ridets, les Rigaudières, Rippe-Blanche, Rippes-Guinet, Rippes-Loisy, le Rompois, Sauley, Sulignat, le Tauge, la Tuilerie, Vange, la Vavre, les Vendanges, Verrières, Villarets.
Die Gemeinde liegt in einem recht heiklen Gebiet, indem sowohl der Solnan als auch die Sâne-Morte und Sane-Vive große Strecken des Jurafusses entwässern. Aus neuester Zeit werden folgende Naturkatastrophen vermerkt:
- Sturmschäden vom 6. – 10. November 1982
- Überschwemmungen und Murgang vom 8. – 31. Dezember 1982
- Überschwemmungen und Murgang vom 12. – 13. Mai 1983
- Überschwemmungen und Murgang vom 6. – 20. Mai 1985
- Erdbewegungen als Folge der Trockenheit und anschließendem Wasserausgleich vom 1. Juli – 30. September 2003
- Überschwemmungen und Murgang vom 10. Juli 2010

### Klima
Das Klima in Montpont-en-Bresse ist warm und gemäßigt. Es gibt das ganze Jahr über deutliche Niederschläge, selbst der trockenste Monat weist noch hohe Niederschlagsmengen auf. Die Klassifikation des Klimas nach Köppen und Geiger ist Cfb ((Gemäßigtes) Ozeanklima). Die Temperatur liegt im Jahresdurchschnitt bei 12,3 °C. Der wärmste Monat ist der Juli mit einer Durchschnittstemperatur von 21,5 °C, der kälteste der Januar mit 3,6 °C. Über ein Jahr verteilt summieren sich die Niederschläge auf 1042 mm, dabei ist der November mit 119 mm der niederschlagsreichste, während Juli als trockenster Monat 62 mm aufweist. Über das ganze Jahr werden etwa 2826 Sonnenstunden gezählt.
|                        | Jan | Feb | Mär  | Apr  | Mai  | Jun  | Jul  | Aug  | Sep  | Okt  | Nov  | Dez |   |      |
| Mittl. Temperatur (°C) | 3,6 | 4,2 | 7,8  | 11,5 | 15,3 | 19,5 | 21,5 | 21,1 | 17,3 | 13,2 | 7,7  | 4,4 | ⌀ | 12,3 |
| Mittl. Tagesmax. (°C)  | 6,5 | 8,0 | 12,3 | 16,0 | 19,7 | 24,2 | 26,2 | 25,9 | 21,8 | 17,2 | 10,8 | 7,2 | ⌀ | 16,4 |
| Mittl. Tagesmin. (°C)  | 0,9 | 0,9 | 3,5  | 6,6  | 10,5 | 14,5 | 16,5 | 16,2 | 13,0 | 9,5  | 4,7  | 1,8 | ⌀ | 8,3  |
|                        |     |     |      |      |      |      |      |      |      |      |      |     |   |      |
| Niederschlag (mm)      | 101 | 85  | 80   | 88   | 85   | 68   | 62   | 65   | 82   | 99   | 119  | 108 | Σ | 1042 |

| 0,9 |

| 0,9 |

| 3,5 |

| 6,6 |

| 10,5 |

| 14,5 |

| 16,5 |

| 16,2 |

| 13,0 |

| 9,5 |

| 4,7 |

| 1,8 |

| 0,9 |

| 0,9 |

| 3,5 |

| 6,6 |

| 10,5 |

| 14,5 |

| 16,5 |

| 16,2 |

| 13,0 |

| 9,5 |

| 4,7 |

| 1,8 |

## Toponymie
Die erste Erwähnung des Ortes geht zurück auf 936, in den Büchern von Saint-Vincent in Mâcon ein Hugo de Monte Pavone erwähnt wird, 1050 ein Hugo de Monpaon und kurz darauf Aimo de Monte Pavonis. Worauf allerdings dieser Pfauenberg zurückgeht, ist unbekannt, obwohl den Pfau schon lange eine gewisse Mystik umgab.

## Geschichte
Bereits im ersten Jahrtausend war Montpont im Besitz der adligen Familie dieses Namens, die ihren Ursprung in karolingischer Zeit hatte. Ihr Schloss lag südlich des heutigen Ortes am Ufer der Sane-Vive. Ende des 15. Jahrhunderts ging die Herrschaft in den Besitz von Philipp Hachberg-Sausenberg über, zusammen mit Louhans, Sainte-Croix und Mervans. Durch Heirat gelangt die Herrschaft anschließend zu Louis I. von Orléans-Longueville und zu Louis d’Orléans, Markgraf von Rötteln. Weitere Besitzerwechsel folgten, 1658 übernahm sie Jean Fyot, Richter am obersten Gericht von Burgund. 1790 war die Besitzerin Madeleine-Mélanie Fyot de la Marche, Baronin von Montpont und Gräfin von Bosjean, die Baronie umfasste Montpont, Ménétreuil, teilweise La Chapelle-Naude und La Chapelle-Thècle.
1473 wird ein Maison fort de Durestal erwähnt. Der Weiler liegt rund 3,5 Kilometer südöstlich von Montpont und bildete ein eigenes Lehen, das der Familie gleichen Namens gehörte. Ende des 17. Jahrhunderts ging der Besitz an die Familie du Croizet über, die es bis zur Revolution behielt.
Zusätzlich bestanden auf dem heutigen Gemeindegebiet weitere Lehen, von denen Denizet im Besitz der Familie de Tenarre und 1579 der Familie Bouton war, und wo auch ein Schloss bestand. Weitere Burgen bestanden einst in Lessot und Reure.
Die Gemeinde erhielt 1961, mit Beschluss vom 21. Dezember den Zusatz -en-Bresse.

### Die Herren von Montpont
Im 10. Jahrhundert war ein Teil der Gemeinde ein Lehen der Benediktiner von Tournus, ein weiterer Teil des Klosters Saint-Marcel bei Chalon-sur-Saône. 1287 huldigte Philippe de Vienne noch dem Abt von Saint-Philibert. 1318 gaben die Benediktiner von Tournus ihr Lehen zurück an den Herzog von Burgund. In der Folge wurden die d’Antigny de Vienne mit umfangreichen Gütern in der Bresse belehnt, die sie ihrerseits an Lehensnehmer weitergaben.
Ein weiterer Teil der Gemeinde gehörte einer Familie de Montpaon, die ihren Namen auf karolingische Zeit zurückführte und mit den de Brancion verschwägert war. Dieser Familie folgten die Herren von Sainte-Croix-en-Bresse als Vasallen der Herzöge von Burgund und später der Könige von Frankreich.
Als ihre Lehensnehmer von Montpont sind bekannt: 1530 Philibert de Nagu, 1540 Gaspard de Saillant, 1548 François le Franc. Später gehörte das Lehen den Vicomte de Saulx Tavannes. 1658 ging die Baronie an Françoise de la Baume Montrevel und schließlich an die Fyot de la Marche. Die Herren Fyot de la Marche bekleideten wichtige Ämter am Parlement von Burgund und waren Comte von Bosjean, Baron von Mervans und Montpont, Herren von Frangy-en-Bresse und Clémencey. Das Lehen wurde erweitert zum Marquisat von Bosjean und blieb in ihrem Besitz bis zur Revolution.
In Montpont bestanden weitere Lehen mit verschiedenen Vasallen:
- Duretal: das Schloss wurde im 12. Jahrhundert erbaut, das Lehen gehörte bis im 16. Jahrhundert einer Familie des gleichen Namens, also de Duretal. 1690 gehörte es Catherine de Croizet, der Witwe von Alexandre du Périeux. Später ging es über an die Nachkommen Michel und später Alexandre. Es folgten noch Florimond du Croizet und als letzter Herr von Duretal Charles-Jean-Baptiste-François de Croizet, Marquis du Croizet, Comte de Cumignat.
- Lessot: Das Lehen gehörte Georges de la Chaise, Comte de Sonternon, und später Aimé d'Andelot.
- Reure: Lehensnehmer waren: 1709 Nicolas Desbois, Écuyer, 1780 Lorin de Reure, er war 1817 Maire von Louhans, 1840 Jean-François-Casimir Lorin de Reure, er war Pfarrer in Louhans.
- Granges: bei der Kirche gehörte den Ronget.
- Lhomont: 1771 Louis Guigot, königlicher Notar in La Chapelle-Thècle, als Nachlehen von Jean-Philippe de la Marche.

Mit der Französischen Revolution 1789 wurden die Vorrechte des Adels abgeschafft, sie behielten lediglich noch ihre Titel.

### Heraldik
Die Gemeinde verwendet seit 1984 das Wappen, das auf die Familie Fyot zurückgeht, ehemals Herren von Montpont. Es erscheint auf dem offiziellen Briefpapier der Gemeinde. In den 1950er Jahren verwendete die Gemeinde das Wappen der Familie Duretal, das insbesondere einen goldenen Pfau enthielt. Das heutige Wappen wird blasoniert: In Blau ein goldener Sparren, begleitet von drei Rauten, 2 und 1 platziert.

## Bevölkerung
| Montpont-en-Bresse: Einwohnerzahlen von 1793 bis 2020 | Montpont-en-Bresse: Einwohnerzahlen von 1793 bis 2020 | Montpont-en-Bresse: Einwohnerzahlen von 1793 bis 2020 | Montpont-en-Bresse: Einwohnerzahlen von 1793 bis 2020 | Montpont-en-Bresse: Einwohnerzahlen von 1793 bis 2020 |
| --- | ----------------------------------------------------- | ----------------------------------------------------- | ----------------------------------------------------- | ----------------------------------------------------- |
| Jahr |                                                       |                                                       |                                                       | Einwohner                                             |
| 1793 | 1793                                                  |                                                       | 2.025                                                 | 2.025                                                 |
| 1800 | 1800                                                  |                                                       | 2.146                                                 | 2.146                                                 |
| 1806 | 1806                                                  |                                                       | 2.126                                                 | 2.126                                                 |
| 1821 | 1821                                                  |                                                       | 2.260                                                 | 2.260                                                 |
| 1831 | 1831                                                  |                                                       | 2.401                                                 | 2.401                                                 |
| 1836 | 1836                                                  |                                                       | 2.467                                                 | 2.467                                                 |
| 1841 | 1841                                                  |                                                       | 2.577                                                 | 2.577                                                 |
| 1846 | 1846                                                  |                                                       | 2.542                                                 | 2.542                                                 |
| 1851 | 1851                                                  |                                                       | 2.641                                                 | 2.641                                                 |
| 1856 | 1856                                                  |                                                       | 2.521                                                 | 2.521                                                 |
| 1861 | 1861                                                  |                                                       | 2.508                                                 | 2.508                                                 |
| 1866 | 1866                                                  |                                                       | 2.636                                                 | 2.636                                                 |
| 1872 | 1872                                                  |                                                       | 2.616                                                 | 2.616                                                 |
| 1876 | 1876                                                  |                                                       | 2.731                                                 | 2.731                                                 |
| 1881 | 1881                                                  |                                                       | 2.703                                                 | 2.703                                                 |
| 1886 | 1886                                                  |                                                       | 2.627                                                 | 2.627                                                 |
| 1891 | 1891                                                  |                                                       | 2.567                                                 | 2.567                                                 |
| 1896 | 1896                                                  |                                                       | 2.662                                                 | 2.662                                                 |
| 1901 | 1901                                                  |                                                       | 2.544                                                 | 2.544                                                 |
| 1906 | 1906                                                  |                                                       | 2.545                                                 | 2.545                                                 |
| 1911 | 1911                                                  |                                                       | 2.568                                                 | 2.568                                                 |
| 1921 | 1921                                                  |                                                       | 2.257                                                 | 2.257                                                 |
| 1926 | 1926                                                  |                                                       | 2.100                                                 | 2.100                                                 |
| 1931 | 1931                                                  |                                                       | 2.005                                                 | 2.005                                                 |
| 1936 | 1936                                                  |                                                       | 1.862                                                 | 1.862                                                 |
| 1946 | 1946                                                  |                                                       | 1.763                                                 | 1.763                                                 |
| 1954 | 1954                                                  |                                                       | 1.669                                                 | 1.669                                                 |
| 1962 | 1962                                                  |                                                       | 1.387                                                 | 1.387                                                 |
| 1968 | 1968                                                  |                                                       | 1.217                                                 | 1.217                                                 |
| 1975 | 1975                                                  |                                                       | 1.106                                                 | 1.106                                                 |
| 1982 | 1982                                                  |                                                       | 1.009                                                 | 1.009                                                 |
| 1990 | 1990                                                  |                                                       | 1.016                                                 | 1.016                                                 |
| 1999 | 1999                                                  |                                                       | 1.013                                                 | 1.013                                                 |
| 2006 | 2006                                                  |                                                       | 1.034                                                 | 1.034                                                 |
| 2009 | 2009                                                  |                                                       | 1.083                                                 | 1.083                                                 |
| 2014 | 2014                                                  |                                                       | 1.100                                                 | 1.100                                                 |
| 2020 | 2020                                                  |                                                       | 1.103                                                 | 1.103                                                 |
| Quelle(n): EHESS/Cassini bis 2006, ab 2009 INSEE Anmerkung(en): • Ab 1962 offizielle Zahlen ohne Einwohner mit Zweitwohnsitz • Höchste Einwohnerzahl 1876 mit 2731, tiefste Einwohnerzahl 1982 mit 1009 (36,9 % vom Maximum) |                                                       |                                                       |                                                       |                                                       |

| Bevölkerungsstruktur | Anzahl Einwohner | männlich | weiblich | davon Ausländer | Anteil % |
| -------------------- | ---------------- | -------- | -------- | --------------- | -------- |
|                      | 1091             | 543      | 548      | 46              | 4,2      |

| Männer | Alterstufe | Frauen |
| ------ | ---------- | ------ |
| 6      | 90 + älter | 9      |
| 50     | 75–89      | 71     |
| 152    | 60–74      | 145    |
| 126    | 45–59      | 122    |
| 70     | 30–44      | 71     |
| 78     | 15–29      | 64     |
| 59     | 0–14       | 65     |

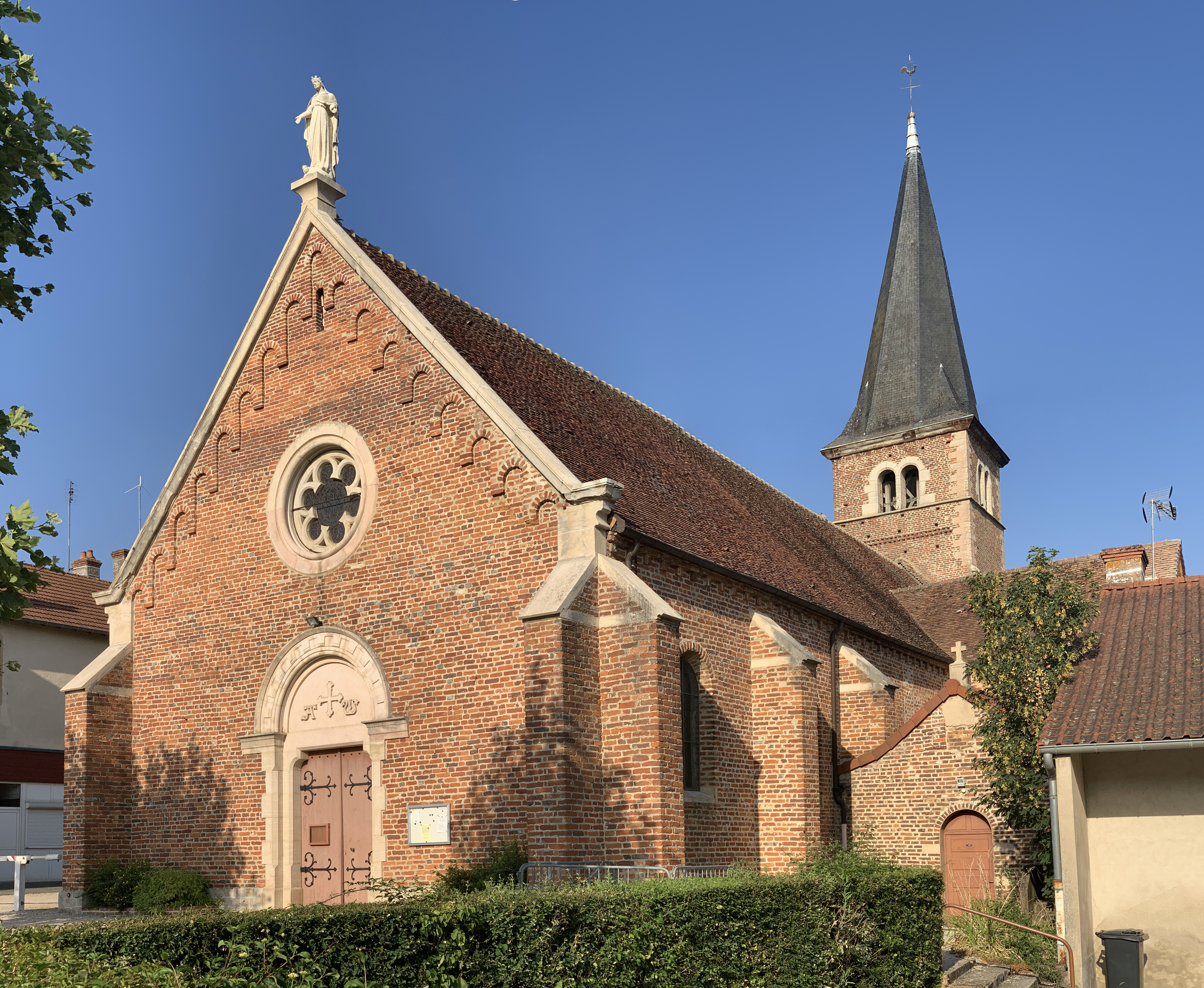
Kirche Nativité-de-la-Vierge-Marie in Montpont-en-Bresse

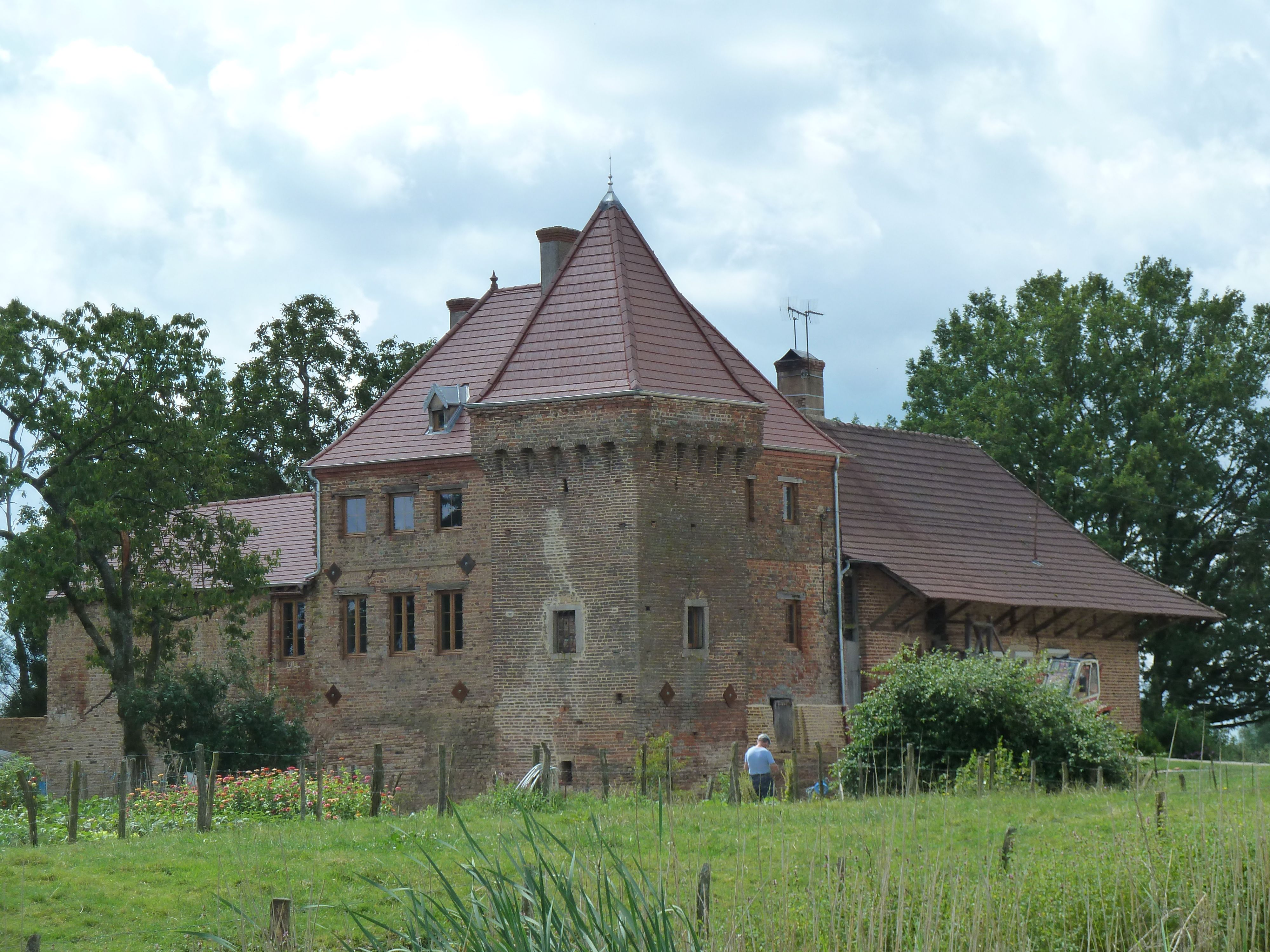
Schloss Durtal in Montpont-en-Bresse

Die Bevölkerungsstruktur zwischen Männern und Frauen ist ziemlich ausgeglichen, wobei 37 % der Bevölkerung jünger als 45 Jahre sind. Demgegenüber sind 40 % der Einwohner älter als 60 Jahre und damit im Rentenalter.
| Wohnstruktur               | Anzahl Wohneinheiten | davon Häuser | Wohnungen | sonstige |
| -------------------------- | -------------------- | ------------ | --------- | -------- |
|                            | 726                  | 645          | 78        | 3        |
| davon Hauptwohnsitz        | 546                  |              |           |          |
| Zweit- oder Ferienwohnsitz | 116                  |              |           |          |
| vakant                     | 64                   |              |           |          |

## Wirtschaft und Infrastruktur

### Unternehmen, Betriebe, Ladengeschäfte und Einrichtungen
In der Gemeinde befinden sich nebst der Mairie und Kirche folgende Unternehmen nach Branchen:
| Branche                                                           | Anzahl Betriebe |
| ----------------------------------------------------------------- | --------------- |
| Industrie und verarbeitendes Gewerbe                              | 7               |
| Baugewerbe                                                        | 14              |
| Groß- und Einzelhandel, Verkehr, Beherbergung und Gastronomie     | 32              |
| Information und Kommunikation                                     | 1               |
| Finanz- und Versicherungsdienstleistungen                         | 5               |
| Grundstücks- und Wohnungswesen                                    | 5               |
| Freiberufliche, wissenschaftliche und technische Dienstleistungen | 15              |
| Öffentliche Verwaltung, Unterricht, Gesundheits- und Sozialwesen  | 3               |
| Sonstige Dienstleistungen                                         | 8               |
| Land- und Forstwirtschaftsbetriebe                                | 27              |

In der Gemeinde befinden sich eine Bäckerei und eine Metzgerei, ein Gemischtwaren-, ein Eisenwaren- und ein Blumenladen, eine Bank, eine Tierarztpraxis und ein Coiffeursalon. Ferner sind im Ort zwei Autogaragen, ein Generalunternehmen der Baubranche, zwei Bauhandwerksbetriebe, drei Schreiner-/Zimmereien, zwei Elektriker und zwei Installateurbetriebe. Die Gemeinde verfügt über je einen Tennis-, Fußball- und Pétanqueplatz,  sowie eine Turn- und Sporthalle, eine Mehrzweckhalle, eine Bibliothek und eine Post, einen Polizeiposten, zwei Restaurants und drei Gîtes. Die Einwohner werden medizinisch betreut von zwei Ärzten, zwei Krankenstationen, einer Apotheke und einem Betreuungsdienst für Senioren. Mit weiteren Gütern des täglichen Bedarfs versorgen sich die Einwohner weitgehend in Louhans. Ein Wochenmarkt findet am Samstagmorgen statt.

### Geschützte Produkte in der Gemeinde
Als AOC-Produkte sind in Montpont-en-Bresse Crème et beurre de Bresse zugelassen, ferner Volaille de Bresse und Dinde de Bresse.

### Bildungseinrichtungen
In der Gemeinde besteht eine École primaire (École maternelle und École élémentaire), die der Académie de Dijon untersteht und von 78 Schülern besucht wird. Für die Schule gilt der Ferienplan der Zone A.

## Sehenswürdigkeiten
- Kirche von Montpont-en-Bresse. Kurzbeschrieb und Bilder bei: Pfarrei Saint-Jean-Baptiste en Bresse[23] oder Pastorale Tourisme & Loisirs[24]
- Château de Durtal (Artikel im Journal de Saône-et-Loire vom 1.7.2012 von Guillaume Badet)